# Egerváry Jenő
Egerváry Jenő, Egerváry Jenő Elek (Debrecen, 1891. április 16. – Budapest, 1958. november 30.) matematikus, műegyetemi tanár, a Magyar Tudományos Akadémia levelező: 1943, rendes: 1946, majd igazgatósági tagja 1946–1949.

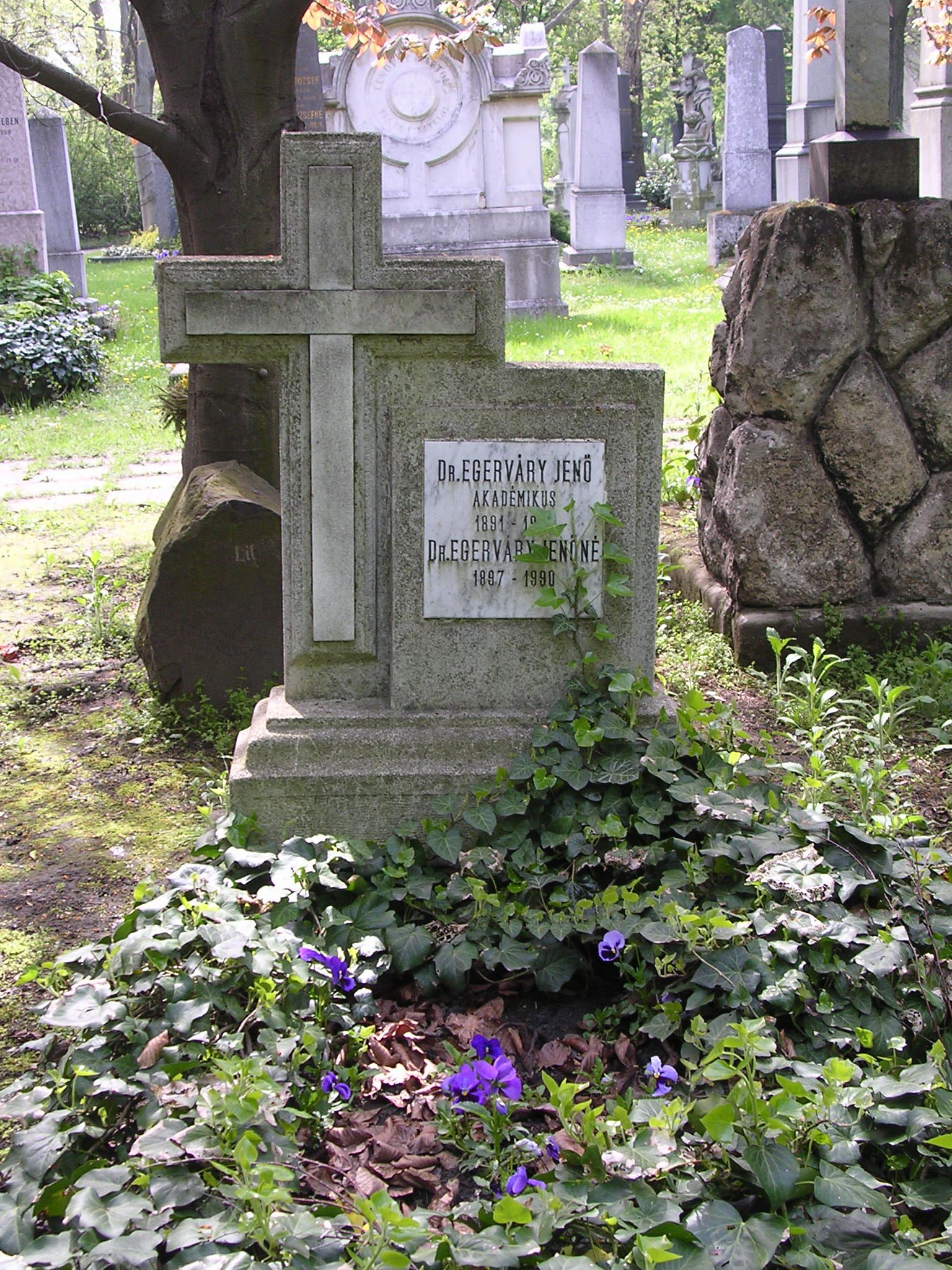
Sírja a Fiumei úti sírkertben (34/2-2-10)

## Életútja
Egerváry Béla és Madarassy Ilona fia. Középiskolai tanulmányait a debreceni Állami Főreáliskolában végezte. A budapesti tudományegyetemen bölcsészdoktori oklevelet szerzett.
1914-1917-ben az egyetem földrengési obszervatóriumban tanársegéd, 1918-tól a Budapesten a felső ipariskola tanára. 1922-1927-ben a szegedi egyetemen Az analízis és alkalmazása c. tárgykör magántanára.
A Tanácsköztársaság idején tanúsított magatartása (előadásokat tartott az egyetemen) miatt magántanári képesítését visszavonták. 1928-tól a budapesti egyetemen Az analízis és annak matematikai-fizikai alkalmazásai c. tárgykör magántanára.
1940-től a Műegyetem rendes tanára, a II. számú matematika tanszék vezetője. 1952-1958 októberéig oktatási igazgató az építőmérnöki (és közlekedési) műszaki egyetemen, a matematika tanszék tanszékvezető egyetemi tanára. 1947-ben megalapította az MTA Alkalmazott Matematika Kutató Intézetét.
Önkezével vetett véget életének (külső vérvesztés, érfelmetszés) politikai okok miatt. Felesége Leidenfrost Ida Mária volt, akivel 1944-ben kötött házasságot Budapesten, a Terézvárosban.
Egyik legjelentősebb eredménye a Kőnig Dénestől származó, utóbb ökonometriában alkalmazást nyert gráfelméleti tétel általánosítása (1931). A Matematikai és Fizikai Lapokban megjelent, a gráfok kombinatorikus tulajdonságairól szóló cikke (amelynek jelentőségét csak húsz évvel később ismerték fel és kezdték alkalmazni az operációkutatásban) lett az alapja a magyar módszer néven ismert algoritmusnak.
Fő kutatási területei a geometria és differenciálegyenletek alkalmazása, főként a differenciálgeometria, a forgórendszerek kritikus szögsebességének megállapítása és a kinetikus gázelmélet alapjai. Élete utolsó éveiben elsősorban a mátrixelmélettel és annak alkalmazásával foglalkozott, eredményei közül különösen jelentősek a függőhidak általános elméletének megalapozására és felépítésére irányuló kutatásai. A Hungaria Acta Mathematica szerkesztője (1946-1949).
A szellemi teljesítmény mellett hegymászóként szintén jelentős eredményeket ért el. (Tátra-csúcs, stb.)

## Kitüntetései
- Kőnig Gyula-díj (1932)
- Kossuth-díj (1949, 1953)